# Søren Søndergaard (Boxer)
Søren Fjordback Søndergaard (* 17. September 1966 in Aalestrup) ist ein ehemaliger dänischer Boxer.

## Amateurkarriere
Søren Søndergaard wurde Dänischer Meister 1986, 1987, 1988 und 1991. Bei den Europameisterschaften 1987 in Turin gewann er eine Bronzemedaille und startete 1988 bei den Olympischen Spielen in Seoul, wo er im ersten Kampf gegen den späteren Olympiasieger Wjatscheslaw Janowski unterlag.
1991 besiegte er Jyri Kjäll und nahm an den Weltmeisterschaften in Sydney teil, wo er im ersten Kampf gegen den Olympiasieger Andreas Zülow ausschied.

## Profikarriere
1992 wurde er Profi und blieb in 21 Kämpfen ungeschlagen, wobei 20 seiner Gegner eine positive Kampfbilanz vorweisen konnten. Dabei besiegte er im Juni 1995 auch den ehemaligen WBA-Weltmeister Livingstone Bramble. Seine einzige Niederlage erlitt er im September 1995 beim Kampf um die Europameisterschaft gegen Khalid Rahilou.
Den EM-Titel gewann er schließlich im April 1996 gegen den ungeschlagenen, späteren IBF-Weltmeister Michele Piccirillo einstimmig nach Punkten und verteidigte den Titel gegen Carl Wright, Wiktor Baranow und Wjatscheslaw Barinow. Im September 1997 schlug er den ehemaligen IBF-Weltmeister Jake Rodriguez und im November 1997 den Amateurweltmeister Kelcie Banks.
Im Juni 1998 besiegte er den späteren WBC-Weltmeister Carlos Baldomir und boxte drei Monate später ein Unentschieden gegen Emanuel Augustus. Seinen letzten Kampf bestritt er im Oktober 1998 gegen Fred Ladd (Bilanz: 45-2) und gewann nach Punkten.